# Liste der Baudenkmäler in Attendorn
Die Liste der Baudenkmäler in Attendorn enthält die denkmalgeschützten Bauwerke auf dem Gebiet der Stadt Attendorn im Kreis Olpe in Nordrhein-Westfalen (Stand: Februar 2021). Diese Baudenkmäler sind in der Denkmalliste der Stadt Attendorn eingetragen; Grundlage für die Aufnahme ist das Denkmalschutzgesetz Nordrhein-Westfalen (DSchG NRW).

## Baudenkmäler
Baudenkmäler sind „Denkmäler, die aus baulichen Anlagen oder Teilen baulicher Anlagen bestehen“. Die Denkmalliste der Stadt Attendorn umfasst 74 Baudenkmäler, darunter 30 Wohnhäuser, 14 öffentliche Gebäude, zwölf Sakralbauten (Kirchen, Kapellen, Klöster), elf Kleindenkmäler wie Bildstöcke oder Kirchenausstattungen, vier Wehranlagen wie Burgen oder Stadtmauern sowie je ein Friedhof, ein Geschäftshaus und eine Industrieanlage. Von den insgesamt 74 Baudenkmälern befinden sich 52 in der Kernstadt von Attendorn, drei in Bremge/Biggesee, je zwei in Erlen, Lichtringhausen, Listerscheid und Mecklinghausen sowie je eins in Albringhausen, Bremge bei Ennest, Bürberg, Dahlhausen, Dünschede, Ennest, Ewig, Helden, Niederhelden, Repe und Weschede.
Die Liste umfasst falls vorhanden eine Fotografie des Denkmals, als Bezeichnung falls vorhanden den Namen, sonst kursiv den Gebäudetyp, die Ortschaft in der das Baudenkmal liegt sowie die Adresse. Abkürzungen wurden zum besseren Verständnis aufgelöst, die Typografie an die in der Wikipedia übliche angepasst und Tippfehler korrigiert.
| Bild                                                                                   | Bezeichnung                                                                                | Lage                                                      | Beschreibung | Bauzeit                                                                    | Eingetragen seit                                                       | Denkmal- nummer |
| -------------------------------------------------------------------------------------- | ------------------------------------------------------------------------------------------ | --------------------------------------------------------- | --- | -------------------------------------------------------------------------- | ---------------------------------------------------------------------- | --------------- |
| weitere Bilder                                                                         | ehemaliges Augustinerchorherrenkloster Ewig (Altbau)                                       | Ewig Biggeweg 5 Karte                                     | | 1412–1429                                                                  | 03.10.1983                                                             | 1               |
| Haus Teipel                                                                            | Haus Teipel                                                                                | Attendorn Vergessene Straße 2 u. 4 Karte                  | | nach 1783                                                                  | 24.10.1983                                                             | 2               |
| Haus Mertens                                                                           | Haus Mertens                                                                               | Attendorn Vergessene Straße 26 Karte                      | |                                                                            | 24.10.1983                                                             | 3               |
| Haus Starke                                                                            | Haus Starke                                                                                | Attendorn Am Spindelsburggraben 18 Karte                  | |                                                                            | 06.02.1984                                                             | 4               |
| Haus Karsunky (jetzt Lerch)                                                            | Haus Karsunky (jetzt Lerch)                                                                | Attendorn Am Spindelsburggraben 20 Karte                  | |                                                                            | 06.02.1984                                                             | 5               |
| weitere Bilder                                                                         | Evangelische Erlöserkirche                                                                 | Attendorn Klosterplatz 6 Karte                            | Nach Plänen von Gustav Mucke aus bossierten Quadern erbaut | 1913/14                                                                    | 17.07.1984                                                             | 6               |
| Ehemaliges evangelisches Gemeindehaus                                                  | Ehemaliges evangelisches Gemeindehaus                                                      | Attendorn Klosterplatz 2 Karte                            | Bürgerhaus im Klassizismus-Stil | ab 1844                                                                    | 17.07.1984                                                             | 7               |
| weitere Bilder                                                                         | Altes Rathaus (Museum)                                                                     | Attendorn Alter Markt 1 Karte                             | | Mitte 14. Jahrhundert                                                      | 24.09.1984                                                             | 8               |
| Siegessäule 1870/1871                                                                  | Siegessäule 1870/1871                                                                      | Attendorn Niederste Straße Karte                          | |                                                                            | 24.09.1984                                                             | 9               |
| Ehemalige Villa Pletsch                                                                | Ehemalige Villa Pletsch                                                                    | Attendorn Nordwall 4 Karte                                | ehemalige Villa der Attendorner Unternehmerfamilie Pletsch |                                                                            | 24.09.1984                                                             | 10              |
| weitere Bilder                                                                         | Städtisches Gymnasium (ohne Neubau)                                                        | Attendorn Westwall 48 Karte                               | erste humanistische Schule im südlichen Westfalen. Heute Rivius-Gymnasium, benannt nach dem Attendorner Theologen & Pädagogen Johannes Rivius (1500–1553)                           | Gründung 1825                                                              | 24.09.1984                                                             | 11              |
| Ehemaliges Direktorwohnhaus des städtischen Gymnasiums                                 | Ehemaliges Direktorwohnhaus des städtischen Gymnasiums                                     | Attendorn Westwall 50 Karte                               | heute Wohnhaus mit Praxis |                                                                            | 24.09.1984                                                             | 12              |
| Nikolaus-Kapelle Bremge                                                                | Nikolaus-Kapelle Bremge                                                                    | Bremge/Biggesee Biggeseestraße Karte                      | | 15. Jahrhundert                                                            | 24.09.1984                                                             | 13              |
| Backhaus Rinscheid                                                                     | Backhaus Rinscheid                                                                         | Bremge/Biggesee Biggesee/Bremge 12 Karte                  | „Backes“ auf Hof Rinscheid | 18. Jahrhundert                                                            | 12.04.1985                                                             | 14              |
| Haus Soennecken                                                                        | Haus Soennecken                                                                            | Attendorn Klosterplatz 3 Karte                            | Bürgerhaus im Klassizismus-Stil | ab 1844                                                                    | 20.05.1985                                                             | 15              |
| Katholisches Pastorat                                                                  | Katholisches Pastorat                                                                      | Attendorn Am Kirchplatz 4 Karte                           | |                                                                            | 21.05.1985                                                             | 16              |
| Katholisches Pfarrheim                                                                 | Katholisches Pfarrheim                                                                     | Attendorn Am Kirchplatz 5 Karte                           | |                                                                            | 21.05.1985                                                             | 17              |
| Kapelle                                                                                | Kapelle                                                                                    | Lichtringhausen Am Daßte 1 Karte                          | dient heute als Jugendheim | 1788                                                                       | 21.05.1985                                                             | 18              |
| weitere Bilder                                                                         | Katholische Pfarrkirche St. Johannes Baptist einschließlich historischer Ausstattung       | Attendorn Niederste Straße 1 Karte                        | |                                                                            | 21.05.1985                                                             | 19              |
| Collegium Bernadinum (Konvikt)                                                         | Collegium Bernadinum (Konvikt)                                                             | Attendorn Nordwall 26 Karte                               | gegründet 1886 in Attendorn, einziges Jungeninternat des Erzbistums Paderborn (geplante Auflösung Sommer 2023)                                                                      | 1906/07                                                                    | 21.05.1985                                                             | 20              |
| Haus Pütter (jetzt Koslowski)                                                          | Haus Pütter (jetzt Koslowski)                                                              | Attendorn Klosterplatz 4 Karte                            | Bürgerhaus im Klassizismus-Stil | ab 1844                                                                    | 29.07.1985                                                             | 21              |
| weitere Bilder                                                                         | Jüdischer Friedhof Attendorn                                                               | Attendorn Am Himmelsberg Karte                            | 33 Grabsteine, letzte Bestattung 1942 | 1830                                                                       | 06.08.1985                                                             | 22              |
| Nierhofer Mühle                                                                        | Nierhofer Mühle                                                                            | Listerscheid Ihnestraße 164 Karte                         | die Mühle, einst mit Bäckerei, gehörte bis 1939 zum Gut Nierhof |                                                                            | 26.09.1985                                                             | 23              |
| weitere Bilder                                                                         | Katholische Hospitalkirche St. Barbara                                                     | Attendorn Am Wassertor 11 Karte                           | | 1306–1317 als Kapelle, 1697–1726 zur Hospitalkirche erweitert und umgebaut | 30.01.1986                                                             | 24              |
| Backhaus Leowald                                                                       | Backhaus Leowald                                                                           | Bremge/Biggesee Biggesee/Bremge 26 Karte                  | „Backes“ auf Hof Leowald | 18. Jahrhundert                                                            | 30.01.1986                                                             | 25              |
| Haus Röhder                                                                            | Haus Röhder                                                                                | Attendorn Vergessene Straße 6 Karte                       | | nach 1783                                                                  | 08.04.1986                                                             | 27              |
| Ehemalige Alte Vikarie                                                                 | Ehemalige Alte Vikarie                                                                     | Attendorn Am Kirchplatz 10 Karte                          | erbaut als Schule nach Plänen von Caspar Zumbroich. Heute mit der kath. öffentlichen Bücherei St. Johannes Baptist                                                                  | nach 1800                                                                  | 08.04.1986                                                             | 28              |
| Kapelle St. Hubert                                                                     | Kapelle St. Hubert                                                                         | Repe Zum Dörensborn 3a Karte                              | | 1699                                                                       | 27.08.1986                                                             | 29              |
| weitere Bilder                                                                         | Katholische Pfarrkirche St. Margaretha                                                     | Ennest Margarethastraße 2                                 | einschiffiges Langhaus, mit einem Turm in Form eines Dachreiters bekrönt | schon 1506 als Kapelle erwähnt, Pfarrkirche 1914/15                        | 27.08.1986                                                             | 30              |
| Fachwerkhaus Rinscheid                                                                 | Fachwerkhaus Rinscheid                                                                     | Bürberg Unterdorf 16 Karte                                | | 1745                                                                       | 28.08.1986                                                             | 31              |
| weitere Bilder                                                                         | Katholische Pfarrkirche St. Martin                                                         | Dünschede Kirchstraße 10 Karte                            | | 13. Jahrhundert                                                            | 28.08.1986                                                             | 32              |
| weitere Bilder                                                                         | Katholische Pfarrkirche St. Hippolytus einschließlich Kirchhof und gotisches Vortragekreuz | Helden Notburgaplatz 8 Karte                              | | 13. Jahrhundert                                                            | 28.08.1986 (Kirche) 13.07.1995 (Kreuz)                                 | 33              |
| weitere Bilder                                                                         | Bieketurm mit vorgelagertem Stadtmauerrest                                                 | Attendorn Bieketurmstraße 15 Karte                        | Teil einer Wehranlage mit 12 Türmen und 4 Toren | 13. Jahrhundert                                                            | 01.09.1986                                                             | 34              |
| Schmiedeeisernes Gitter mit Tor                                                        | Schmiedeeisernes Gitter mit Tor                                                            | Attendorn Bahnhofstraße 4 Karte                           | |                                                                            | 01.09.1986                                                             | 35              |
| Villa Sohler                                                                           | Villa Sohler                                                                               | Attendorn Nordwall 14 Karte                               | ehemalige Villa der Attendorner Unternehmerfamilie Sohler |                                                                            | 01.09.1986                                                             | 36              |
| Hofkapelle Heuel                                                                       | Hofkapelle Heuel                                                                           | Bremge bei Ennest Unterbremge 1 Karte                     | Kapelle auf Hof Heuel |                                                                            | 01.09.1986                                                             | 37              |
| Schnellenberger Hospital                                                               | Schnellenberger Hospital                                                                   | Attendorn Schnellenberger Weg 25 Karte                    | gebaut von der Fürstenbergischen Armenstiftung | 1745                                                                       | 01.09.1986                                                             | 38              |
| weitere Bilder                                                                         | Burg Schnellenberg                                                                         | Attendorn Schnellenberg 1 Karte                           | | um 1222                                                                    | 10.09.1986                                                             | 39              |
| BW                                                                                     | Hangkeller                                                                                 | Niederhelden Repetalstraße 269 Karte                      | |                                                                            | 10.09.1986                                                             | 40              |
| Haus Hille einschließlich Wehrturmrest                                                 | Haus Hille einschließlich Wehrturmrest                                                     | Attendorn Klosterplatz 5 Karte                            | |                                                                            | 15.09.1986                                                             | 41              |
| weitere Bilder                                                                         | Kapelle Waldenburg mit Ausstattung und Sieben-Schmerzen-Stationen                          | Attendorn Waldenburger Bucht 29 Karte                     | achteckiger Renaissancebau, Marienwallfahrtsstätte | ab 1712, geweiht 1723                                                      | 15.09.1986                                                             | 42              |
| Haus Arens                                                                             | Haus Arens                                                                                 | Attendorn Breite Techt 2 Karte                            | | 1783                                                                       | 03.11.1986                                                             | 45              |
| Zwei Heiligenhäuschen im Bereich der Ortslage Nierhof                                  | Zwei Heiligenhäuschen im Bereich der Ortslage Nierhof                                      | Listerscheid Ihnestraße Karte                             | | 1760                                                                       | 07.11.1986                                                             | 46              |
| Fachwerkhaus Zollweg                                                                   | Fachwerkhaus Zollweg                                                                       | Albringhausen Alter Weg 8 Karte                           | |                                                                            | 12.11.1986                                                             | 47              |
| Haus Holte                                                                             | Haus Holte                                                                                 | Attendorn Am Spindelsburggraben 1 Karte                   | ehemaliges Ackerbürgerhaus; erbaut von Franz Maiworm | vor 1787                                                                   | 13.11.1986                                                             | 48              |
| Haus Hüsing                                                                            | Haus Hüsing                                                                                | Erlen Erlenstraße 17 Karte                                | | 1932                                                                       | 13.11.1986                                                             | 49              |
| Haus Mennekes                                                                          | Haus Mennekes                                                                              | Attendorn Nordwall 24 Karte                               | |                                                                            | 18.12.1986                                                             | 50              |
| Speckschule                                                                            | Speckschule                                                                                | Attendorn Nordwall 29 Karte                               | | 1899                                                                       | 30.03.1987                                                             | 51              |
| Haus Berghoff                                                                          | Haus Berghoff                                                                              | Attendorn Nordwall 22 Karte                               | | 1904                                                                       | 16.07.1987                                                             | 52              |
| Haus Höffer (jetzt Stadt)                                                              | Haus Höffer (jetzt Stadt)                                                                  | Attendorn Breite Techt 16 Karte                           | |                                                                            | 16.11.1987                                                             | 53              |
| Kreuzweg Mecklinghausen                                                                | Kreuzweg Mecklinghausen                                                                    | Mecklinghausen Kreuzberg Karte                            | Der Name Kreuzberg entstand durch die Errichtung eines Kreuzweges mit den 14 Leidensstationen Christi, die durch einen Rundweg von 500 Metern erreichbar sind                       | 1875                                                                       | 04.01.1988                                                             | 54              |
| Kreuzigungsgruppe auf dem katholischen Friedhof                                        | Kreuzigungsgruppe auf dem katholischen Friedhof                                            | Attendorn Windhauser Straße 21 Karte                      | |                                                                            | 04.01.1988                                                             | 55              |
| Bildstock / Wegkreuz                                                                   | Bildstock / Wegkreuz                                                                       | Erlen Gegenüber Erlenstraße 31 Karte                      | |                                                                            | 04.01.1988                                                             | 57              |
| Villa Dingerkus                                                                        | Villa Dingerkus                                                                            | Attendorn Finnentroper Straße 1 Karte                     | ehemalige Villa der Attendorner Unternehmerfamilie Dingerkus |                                                                            | 15.03.1988                                                             | 58              |
| Wohnhaus Schulte                                                                       | Wohnhaus Schulte                                                                           | Attendorn Ennester Straße 3 Karte                         | |                                                                            | 26.05.1989                                                             | 60              |
| Haus Schneider (Springmann)                                                            | Haus Schneider (Springmann)                                                                | Attendorn Brunnengasse 5 Karte                            | mit Holzschuppen (erste Jugendherberge Attendorns) |                                                                            | 29.06.1989                                                             | 61              |
| Haus Huhn                                                                              | Haus Huhn                                                                                  | Attendorn Nordwall 8 Karte                                | |                                                                            | 01.08.1989 (Äußeres) 14.11.1996 (Gesamtgebäude einschließlich Inneres) | 62              |
| Ehemaliges Gebäude des Amtsgerichts Attendorn                                          | Ehemaliges Gebäude des Amtsgerichts Attendorn                                              | Attendorn Hohler Weg 1 Karte                              | |                                                                            | 15.01.1990                                                             | 63              |
| weitere Bilder                                                                         | Burgruine Waldenburg                                                                       | Attendorn Waldenburger Bucht Karte                        | |                                                                            | 03.05.1985                                                             | 64              |
| Heiligenhäuschen                                                                       | Heiligenhäuschen                                                                           | Attendorn Waldenburger Weg/Heldener Straße Karte          | |                                                                            | 12.09.1990                                                             | 65              |
| weitere Bilder                                                                         | Pulverturm                                                                                 | Attendorn Am Kleinen Graben Karte                         | Teil einer Wehranlage mit 12 Türmen und 4 Toren | 13. Jahrhundert                                                            | 24.09.1984                                                             | 66              |
| Ehemalige Trafostation                                                                 | Ehemalige Trafostation                                                                     | Dahlhausen Gutsweg Karte                                  | | um 1920                                                                    | 05.09.1991                                                             | 67              |
| Werkstattgebäude (Turmspeicher)                                                        | Werkstattgebäude (Turmspeicher)                                                            | Attendorn Kleiner Markt Karte                             | |                                                                            | 15.08.1991                                                             | 68              |
| Vereinshaus Ihnetal                                                                    | Vereinshaus Ihnetal                                                                        | Weschede Wesetalstraße 29 Karte                           | Kompositionsformen des Spätbarock. Feier- und Begegnungsstätte für Listerscheid und Umgebung                                                                                        | 1926/27                                                                    | 07.08.1992                                                             | 69              |
| Postgebäude                                                                            | Postgebäude                                                                                | Attendorn Niederste Straße 11 Karte                       | |                                                                            | 17.04.1997                                                             | 70              |
| Wohnhaus Schmidt-Finger                                                                | Wohnhaus Schmidt-Finger                                                                    | Attendorn Ennester Straße 1 Karte                         | |                                                                            | 14.12.1998                                                             | 71              |
| Wohnhaus Maiworm                                                                       | Wohnhaus Maiworm                                                                           | Attendorn Breite Straße 2 Karte                           | |                                                                            | 16.09.1999                                                             | 72              |
| Kaufhaus                                                                               | Kaufhaus                                                                                   | Attendorn Wasserstraße 1 Karte                            | ehemaliges Kaufhaus Raphael Lenneberg. Erstes Kaufhaus in Attendorn mit Fahrstühlen zu allen Etagen. Werbung 1928: „Das führende Kaufhaus des Sauerlandes“. Heute mit Drogeriemarkt | vor 1918                                                                   | 03.11.1986                                                             | 73              |
| Reste des mittelalterlichen Kellers mit Kreuzgewölbe unter dem Wohn- und Geschäftshaus | Reste des mittelalterlichen Kellers mit Kreuzgewölbe unter dem Wohn- und Geschäftshaus     | Attendorn Wasserstraße 2 Karte                            | |                                                                            | 11.03.1988                                                             | 74              |
| Fahrschule Lindemann                                                                   | Fahrschule Lindemann                                                                       | Attendorn Am Kirchplatz 8 Karte                           | |                                                                            | 09.08.2000                                                             | 75              |
| Kriegsgräberstätte Sowjetischer Ehrenfriedhof inkl. Gedenkstein                        | Kriegsgräberstätte Sowjetischer Ehrenfriedhof inkl. Gedenkstein                            | Attendorn Windhauser Straße (Katholischer Friedhof) Karte | zum Gedenken an die 121 sowjetischen Staatsangehörigen, die in den Jahren 1941 bis 1945 in Attendorn überwiegend als Zwangsarbeiter starben                                         |                                                                            | 09.09.2020                                                             |                 |

## Ehemalige Baudenkmäler
| Bild                                                                        | Bezeichnung                                                                 | Lage                                            | Beschreibung                         | Bauzeit         | Eingetragen seit | Denkmal- nummer |
| --------------------------------------------------------------------------- | --------------------------------------------------------------------------- | ----------------------------------------------- | ------------------------------------ | --------------- | ---------------- | --------------- |
| BW                                                                          | Ausstattungsgegenstände der Kirche in Lichtringhausen                       | Lichtringhausen Plettenberger Straße 123 Karte  |                                      |                 |                  | 26              |
| Barocke Figur Heiliger Bischof                                              | Barocke Figur Heiliger Bischof                                              | Attendorn Am Wassertor 1 Karte                  |                                      | 18. Jahrhundert |                  | 43              |
| BW                                                                          | Ausstattungsgegenstände der Kapelle Mecklinghausen                          | Mecklinghausen Rieflinghauser Weg Karte         |                                      |                 |                  | 44              |
| Bildstock (Heiligenhäuschen) Bremger Weg / Windhauser Straße (nur Kruzifix) | Bildstock (Heiligenhäuschen) Bremger Weg / Windhauser Straße (nur Kruzifix) | Attendorn Bremger Weg / Windhauser Straße Karte |                                      |                 |                  | 56              |
| Wohnhaus Hundt / Haus Bicher                                                | Wohnhaus Hundt / Haus Bicher                                                | Attendorn Breite Straße 18                      | gelöscht mit Bescheid vom 13.04.1992 |                 | 28.03.1989       | 59              |